# Фізіократи
Фізіокра́ти (французька physiocratie; грец. Φυσιοκράτες) — течія серед французьких економістів другої половини XVIII ст. — часу з-перед Великої французької революції. 
Головною заслугою фізіократів є те, що на відміну від меркантилістів джерелом багатства вони вважали не торгівлю, а виробництво. Тож вони досліджували не сферу обігу, а сферу виробництва, обмежившись лише сільським господарством. У Франції до останньої треті XVIII століття зберігався феодальний лад, що, можливо, вплинуло на погляди школи .
Засновником школи є Франсуа Кене, що був лікарем короля Франції. Він консультував цього короля також на політичні теми. Так, Франсуа Кене дійшов до висновку, що головним економічним ресурсом є земля. Фізіократія, в буквальному розумінні, означає "влада природи".
До фізіокритів відносять таких мислителів, як Віктор Мірабо (1715-1789), П'єр Дюпон де Немур (1739-1817), Анн Робер Жак Тюрго (1727-1781).

## Походження назви
«Фізіократія» (від.  грец. Φυσις [фізіс] — «природа» і грец. κράτος [кратос] — «влада») означає «влада природи». Автором терміну "фізіократія" вважається Дюпон де Немур, - один з представників цієї школи. У цьому розумінні представники фізіократизму виходили з визначної ролі в економіці землі, сільськогосподарського виробництва. За словами Ф.Кене, 
«постійно відтворюване багатство сільського господарства є основою для всіх професій, сприяє розквіту торгівлі, добробуту населення, приводить у рух промисловість і підтримує процвітання нації… Воно (землеробство) є основою для всієї економіки держави».

## Проблематика
У творах Ф.Кене рішуче засуджуються погляди меркантилістів на економічні проблеми, що, по суті, було відображенням незадовільного становища сільського господарства, до якого призвів так званий кольбертизм часів короля Людовіка XIV (це відзначав і Адам Сміт, характеризуючи фізіократію як реакцію на меркантилістську політику Ж.Б.Кольбера). В них відбита його переконаність у необхідності переходу до фермерського господарства як основи вільного (ринкового) механізму господарювання на принципах повної свободи ціноутворення в країні та вивезення за кордон сільськогосподарської продукції.
Ф.Кене перший у економічній теорії досить глибоко обґрунтував положення про капітал. Якщо меркантилісти ототожнювали капітал, як правило, з грішми, то Ф.Кене вважав, що гроші є самі по собі безплідне багатство, яке нічого не виробляє. За його термінологією, сільськогосподарські знаряддя, будови, тварини і все те, що використовується у землеробстві протягом декількох виробничих циклів, є «початкові аванси» (за сучасною термінологією — основний капітал). Витрати на насіння, корми, оплату робітників та інше, які здійснюються протягом одного виробничого циклу, він відносив до «щорічних авансів» (за сучасною термінологією — оборотний капітал). Але заслуга Ф.Кене не лише в розподілі капіталу на основний та оборотний за його виробничою ознакою. Він зміг переконливо довести, що разом з оборотним у русі перебуває основний капітал.
Ф.Кене висловив низку цікавих неординарних думок щодо торгівлі. Так, визнаючи, що торгівля є «безплідним заняттям», він водночас застерігав від помилкового враження, нібито завдяки загальній конкуренції вона стала шкідливою — «адже іноземні купці вивозять та отримують на своїй батьківщині ту винагороду, яку ми сплачуємо їм за надані нам послуги; таким чином, цією винагородою ми збагачуємо інші нації». Не погоджуючись з таким судженням, Ф.Кене твердив, що необхідна тільки «абсолютна свобода торгівлі» як умова її розширення, усунення монополії та скорочення торговельних витрат.
Систему Кене творчо розвивав з 1960-х рр. М.Д.Руденко, праці якого були високо оцінені А.Д.Сахаровим як альтернатива політекономії марксизму. Поширена в самвидаві книга М.Руденка «Енергія прогресу. Нариси з фізичної економії» вийшла друком тільки в 1998 .

## Послідовники
Представники: Франсуа Кене, А.Тюрго, П. Мерсьє, В.Мірабо, Д.Норе.
Послідовники не вважали, що природні ресурси володарюють над людьми, проте вони є важливішими, ніж капітал, адже капітал власне й утворюється із землі.

## Значення
Школа фізіократів проіснувала лише 20 років, але специфічна течія в рамках класичної політичної економії поширилася майже по всій Європі, особливо в країнах з переважнням аграрної економіки.